# Деси Добрева
Десислава Петрова Добрева, по-известна като Деси Добрева, е българска певица. През 2008 става една от 12-те финалисти на българския финал на Евровизия с песента Strong („Силен“).

## Живот и кариера
Деси Добрева е популярна певица с многобройни концерти в страната и чужбина. Родена е в град Варна, в семейството на инженери. Завършила е Училище по изкуствата „Добри Христов“, гр. Варна, със специалност „Класическо пиано“. Има Магистърски степени в специалностите „Поп и джаз пеене“ и „Музикална педагогика“ от Националната музикална академия „Проф. Панчо Владигеров“ в София. Завършила е и Berklee College of Music в Бостън, САЩ с пълно отличие и вписване в The National Dean’s List 2006 – 2007.
Деси Добрева става изключително популярна с участието си като певица в „Шоуто на Слави“, където постъпва с конкурс. Участвала е в съвместни проекти с Представителния гвардейски духов оркестър и БНР; с BalkanSky и Теодосий Спасов; с Валя Балканска; Иво Папазов – Ибряма; Нешка Робева и трупата „Нешънал Арт“; Слави Трифонов и Ку-Ку Бенд; Лили Игнатова и спектакъла „Легендата“; „Комиците“; „България търси талант“; „Българската Коледа“; и авторския проект „Лудо Младо“, който представя българския фолкор в съвременна аранжировка с цел приближаването му до младото поколение; и много други.
Деси е пяла на едни от най-престижните сцени в България и света: НДК (София); Арена Армеец (София); Национален стадион „Васил Левски“ (София); Royal Albert Hall (Лондон); Astoria Hall (Лондон); авторски концерт в емблематичния джаз-клуб The Blue Note (Ню Йорк), Mann Auditorium (Тел Авив), Copernicus Theater (Чикаго), Harvard University (Бостън), Regent Theatre (Бостън), Berklee Performing Center (Бостън) и др. Пяла е още в Русия, Словакия, Италия, Германия, Гърция, Турция, Малта, Беларус, Литва, Чехия, Румъния, Македония, Швейцария, Китай, както и ежегодни турнета в САЩ и Канада. Била е жури на национални и международни музикални конкурси. Участвала е в представления на Варненския драматичен театър „Стоян Бъчваров“ като актриса и вокалист. Била е автор и водещ на тричасовото нощно шоу „Полет над нощта“ на Българската национална телевизия (БНТ). Заедно с доц. Валя Манолова е автор на учебник по музика за най-ранно обучение в детските градини (2013).
Деси Добрева е носител на множество награди от национални и международни конкурси, най-значими от които са:
- Гранд-При – „Еврофест 2014“, Македония (2014)
- Изпълнителка на годината на „БГ Радио“ (2010)
- II Награда – 11th Asia New Singer Competition, Китай (2010)
- I Награда – Golden Voices, Молдова, (2010)
- Награда „Варна“ в областта на музиката (2009)
- Гранд-При – Kemervision, Турция (2009)
- Изпълнителка на годината на Фен ТV (2008)
- Две награди за собствена композиция – The Billboard World Contest, САЩ (2006)
- Награда за собствена композиция – The Great American Song Contest, САЩ (2006)
- Специална награда на FIDOF – „Вилнюс ’99“, Литва (1999)
- Награди от Universertalent – Чехия (1999), „Откритие ’99“ – Варна (1999), Malta International TV Song Festival – Малта (1999), „Золотой шлягер“ – Беларус (1999)

С пиано:
- Гранд-При – Конкурс за изпълнение на чешка музика, Варна (1999)
- I награда – III Национален конкурс за акомпанятори, Плевен (1997)
- I награда – Конкурс за изпълнение на чешка музика, Варна (1997)

Като обществено ангажиран човек, Деси се гордее, че е един от Приятелите на УНИЦЕФ, участвайки безкористно в редица благотворителни кампании и каузи. Деси Добрева е и първият Официален посланик на добра воля на кампанията „Български младежки делегат“ към ООН.
През 2021 г. участва в третия сезон на Маскираният певец като гост участник в ролята на Принцесата.

## Сингли
- „Гиздава“ – към саундтрака на филма на Мариус Куркински „Засукан свят“ (2020)
- „ЕЛА“ (2020)
- „Тъпан реге“ (2019)
- „Песен на Червената шапчица“ (2019)
- „ДОС“ (2018)
- „Тази нощ“ (2017)
- „Баба винце пила“, „Дряновските булки“, „Йовано“, „Катерино моме“, „Недельо, Недельо“, „Пукачила се Тудора“, „Събра се хоро“ (2016)
- „Звездна нестинарка“ (2014)
- „Change“ – съвместен сингъл с „Chronics“ (2014)
- „I believe In You & Me“ (2013)
- „Ирино, Иринке“, „Петруно“, „Слънчице“ (2013)
- „Гергана“, „Къде си вярна, ти любов народна“, „Лале ли си“, „Родопска китка“ (2012)
- „Петлите пеят“ с Димитър Аргиров (2012)
- „Изгреяла е месечинка“ (2010)
- „Лудо младо“ RMX, „Fly Away“ (2009)
- „Облаче ле, бяло“, „StronG“ (2008)
- „So Many Times“, „RED“ (2005)
- „Синьо“ (1999)

## Албуми
- „Лудо младо“ (2019)
- In the Light – съвместен албум с Дейвид Йънг (2016)
- „Деси Добрева“ (2015)
- Участие в албума „Слънчева дъга“ на „Студио ДА“ (2013)
- Съвместен албум с Представителния Гвардейски Духов Оркестър (2013)
- Участие в албума Bits oF Humanity на BFH (2013)
- Участие в албума „Тадж Махал“ на Романено Проджект (2013)
- „Дорогой длинною“ (2009)
- Участие в албума „Ало, слънчице“ на „Студио Да“ (2009)
- „Тя Е!“ (2008)
- „Анелим“ – музика за модно ревю (2004)
- „Прима патриот“ – с Ку-Ку Бенд (2004)
- Vox'populi – с Ку-Ку Бенд (2002)
- „Новите варвари“ – с Ку-Ку Бенд (2001)